# دیترویت (مین)
دیترویت (به انگلیسی: Detroit) یک منطقهٔ مسکونی در ایالات متحده آمریکا است که در شهرستان سامرست، مین واقع شده‌است. دیترویت ۵۲٫۸۹ کیلومتر مربع مساحت و ۸۸۵ نفر جمعیت دارد و ۶۰ متر بالاتر از سطح دریا واقع شده‌است.